# Fort Smith (Kanada)
Fort Smith – miasto w Kanadzie, w południowo-wschodniej części Terytoriów Północno-Zachodnich, nad rzeką Slave River, przy granicy z prowincją Alberta.